# Cancale
Cancale (Kankaven in bretone, Cauncall in gallo) è un comune francese di 5 521 abitanti situato nel dipartimento dell'Ille-et-Vilaine nella regione della Bretagna.

## Geografia fisica
Cancale  è il comune più settentrionale del Dipartimento Ille-et-Vilaine. La città si trova a nord-ovest del golfo di Le Mont-Saint-Michel e circa 10 km ad est di Saint-Malo.

## Storia

### Simboli
La nave è legata alla vocazione marittima della città.
L'ostrica è il principale prodotto  e fonte di ricchezza di Cancale.
L'aquila bicipite deriva probabilmente dal blasone della famiglia Guérande ed è presente anche nello stemma di Fouesnant nel Finistère.

## Società

### Evoluzione demografica
Abitanti censiti

## Geografia antropica
Il centro storico si divide in due parti: la città alta (La Ville Haute), a circa 45 m s.l.m. con la chiesa, la piazza del mercato e molti negozi; il porto (La Houle), direttamente sul mare con una passeggiata piena di hotel e ristoranti.

## Economia
Cancale è famosa soprattutto per l'allevamento di ostriche; è nota infatti come la "città delle ostriche".
Qui vengono allevate sia le ostriche europee sia quelle originarie del pacifico. Entrambe le due specie sono molto apprezzate in cucina.
L'allevamento delle ostriche è documentato  dal XIII secolo. Oggi l'allevamento di questi molluschi si estende per circa 400 ettari e questo settore offre molte posizioni lavorative agli abitanti di Cancale.
Cancale è diventata una nota meta turistica oltre per la sua bellezza paesaggistica anche per i suoi prodotti alimentari.
Il turista, oltre a poter assaggiare direttamente in loco l'ostriche può visitare anche un museo dedicato a questo mollusco (La Ferme Marine).

Cancale
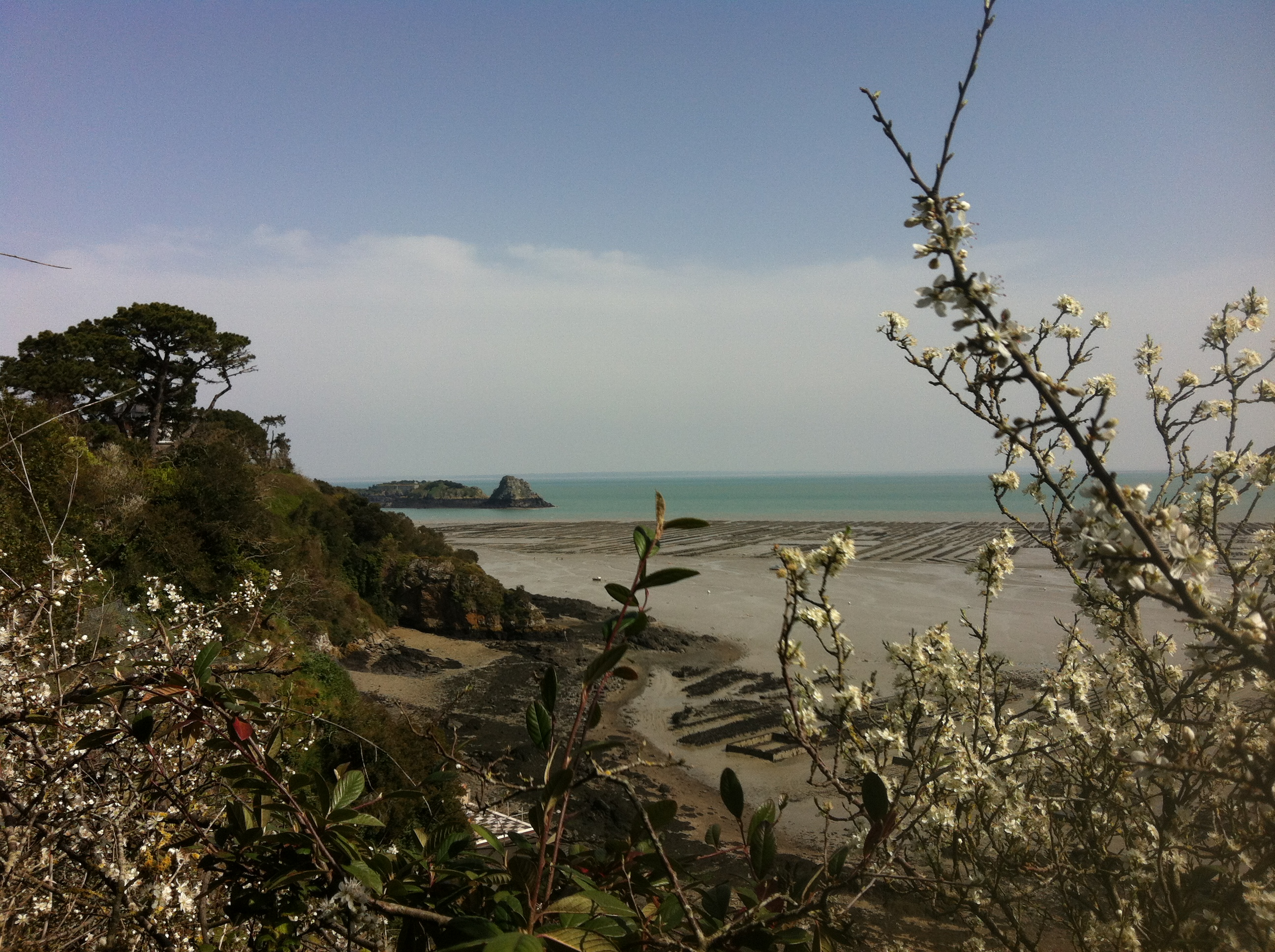
Allevamento di ostriche
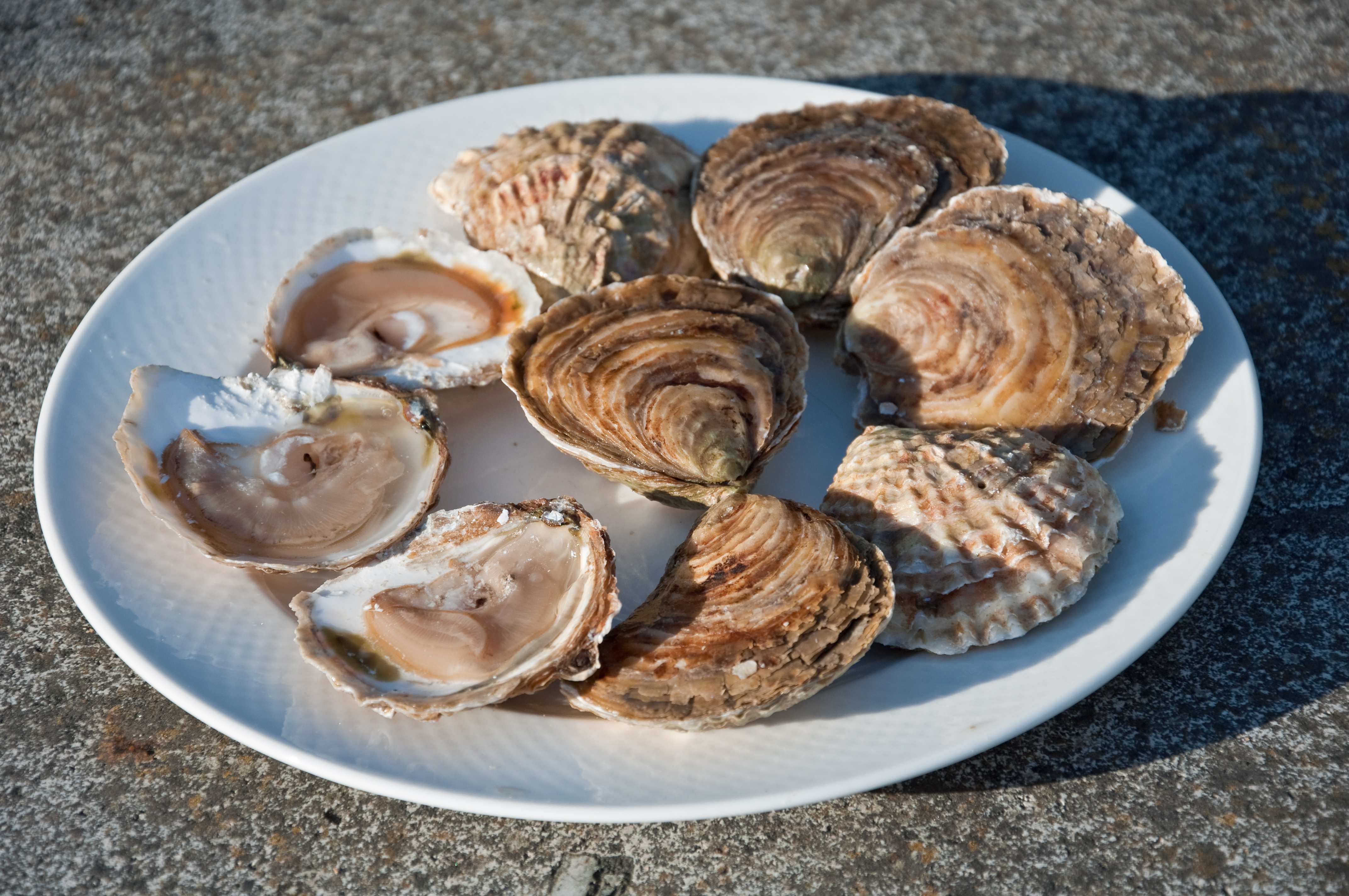
Piatto di ostriche
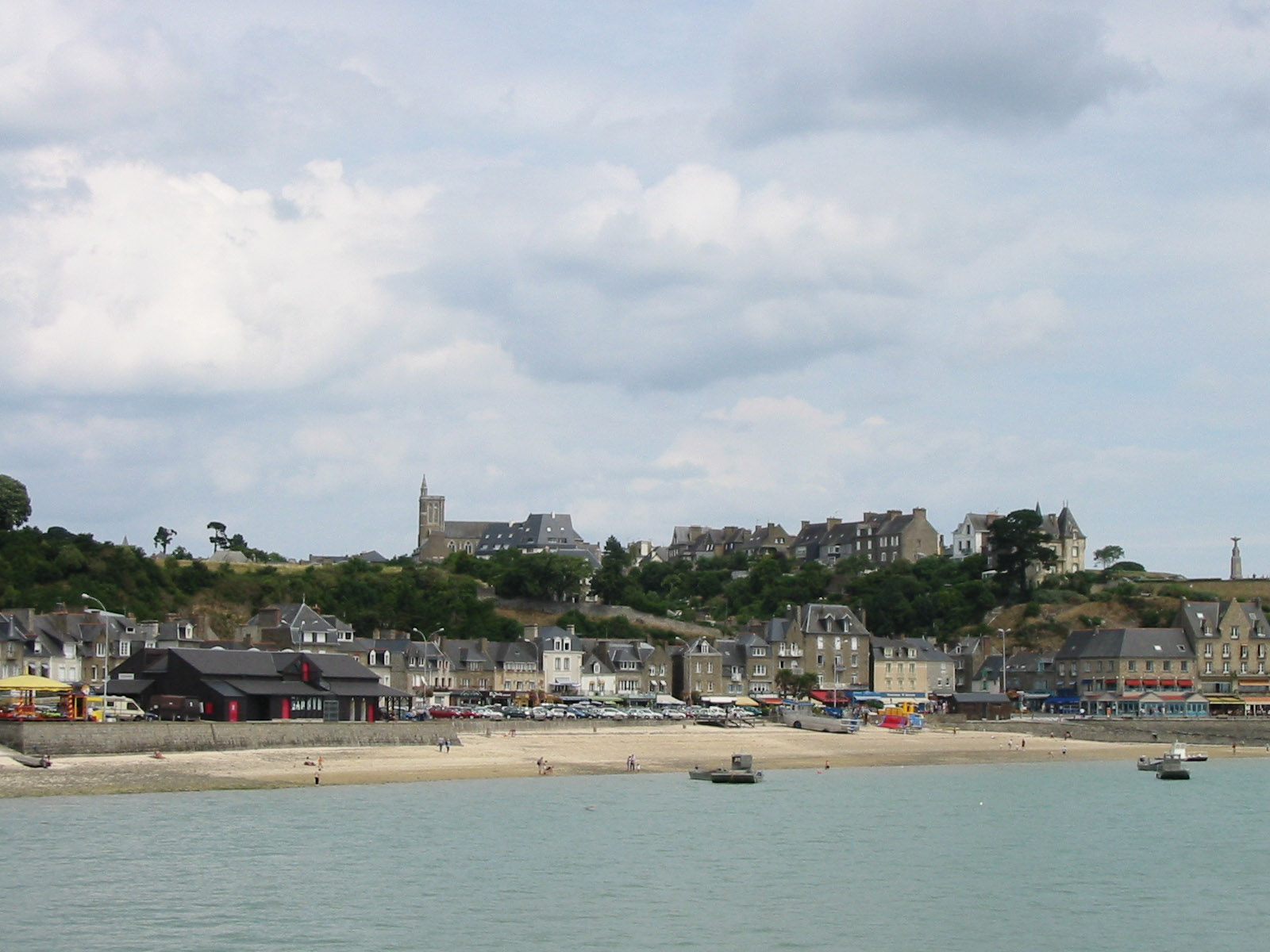
Veduta di Cancale
John Singer Sargent, Les Ramasseuses d'huîtres de Cancale, 1877.

## Amministrazione

### Gemellaggi
- Arnstein
- Mittelwihr